# Eleccions al Landtag de Baviera de 1986
Les eleccions al Landtag de Baviera de 1986 van ser guanyades novament per la Unió Social Cristiana de Baviera (CSU) amb majoria absoluta. La SPD es manté. La FDP segueix sense representació i els Els Verds són la tercera força política. Els Republicans no obtenen representació.
| Partit           | Percentatge | Escons |
| ---------------- | ----------- | ------ |
| CSU              | 56,6        | 128    |
| SPD              | 26,8        | 61     |
| Els Verds        | 7,6         | 15     |
| FPD              | 3,6         | -      |
| Die Republikaner | 3,0         | -      |